# 물 위의 하룻밤
"물 위의 하룻밤"(A Night On The Water)은 한국에서 제작된 강정수 감독의 1998년 드라마 영화이다. 이승희 등이 주연으로 출연하였고 김용석 등이 제작에 참여하였는데 백성하(유지하 분)가 백인 여자 스텔라를 만나 관계한 뒤 옛일을 회상하는 구조로 되어 있으나 필연성 없이 흐지부지한 시늉일 뿐이었던 점, 마지막 신에서 제대로 현재 상황을 마무리하지도 않은 채 과거에서 끝맺어 자체 완결을 이루지 못한 점, 현실에 짓눌린 피비(이승희 분)의 꿈을 고래로 상징했지만 공허하게 거듭된 점 등 여러 가지 이유로 흥행에 실패했다.

## 출연

### 주연
- 이승희 : 피비
- 유지하 : 백성하

### 조연
- 주디 톰슨
- 윤희정
- 제프 앤더슨

## 기타
- 원작자: 김재식
- 제작총지휘: 조민희
- 제작부장: 조진호
- 조명: 김강일
- 조명부: 권진모
- 동시녹음: 김원용
- 음향: 강대성
- 음향: 김윤겸
- 음향: 최정원
- 음향효과: 유재광
- 의상: 김다희
- 의상: 한윤희
- 소품: 이정호
- 소품: 양경희